# Tresson
Tresson település Franciaországban, Sarthe megyében. Lakosainak száma 510 fő (2022. január 1.). Tresson Maisoncelles, Montreuil-le-Henri, Villaines-sous-Lucé, Val-d’Étangson és Val-de-la-Hune községekkel határos.

## Népesség
A település népessége az elmúlt években az alábbi módon változott:
| Lakosok száma | 462  | 454  | 463  | 466  | 475  | 484  | 491  | 500  | 510  |
|               | 2013 | 2015 | 2016 | 2017 | 2018 | 2019 | 2020 | 2021 | 2022 |